# Brachyrhinodon
Brachyrhinodon es un género extinto de saurópsidos diápsidos esfenodontos que vivieron en el periodo Triásico  durante la época del Carniense, ha ce cerca de 220 millones de años. Sus restos se han encontrado en el yacimiento de Elgin, en Escocia.

## Descripción
Conocido por unos pocos restos fragmentarios, este animal era pequeño (de unos 20 cm de longitud), significativamente más pequeño en relación con el actual tuátara. El cuerpo se asemejaba bastante a un lagarto robusto. El cráneo era particularmente corto (de ahí el nombre de Brachyrhinodon, que significa "Sphenodon de hocico corto").

## Clasificación
Brachyrhinodon es uno de los esfenodontos más antiguos conocidos. Este grupo, actualmente representado solo por el actual tuátara de Nueva Zelanda, estaba mucho más extendido en el Triásico y el Jurásico. Descrito inicialmente en 1910 por Friedrich von Huene, Brachyrhinodon fue clasificado en su propia subfamilia (Brachyrhinodontinae, Kuhn 1969) o bien agrupado con los géneros Polysphenodon y Clevosaurus, ambos del Triásico.

## Paleoecología
El hocico particularmente corto de este género parece ser una característica especializada de este animal, y probablemente se correlaciona con su dieta. A partir de los restos fósiles hallados en el yacimiento de Elgin, se ha hipotetizado que estos animales se alimentaban de insectos y otros invertebrados pequeños, de los cuales destrozaba sus conchas con sus fuertes dientes.